# عملات جبل راشمور التذكارية
عملات جبل راشمور التذكارية هي سلسلة من العملات التذكارية أصدرتها دار سك العملة الأمريكية في عام 1991. احتفلت العملات بالذكرى الخمسين لاستكمال نصب جبل راشمور الوطني التذكاري. تظهر على النص وجوه جورج واشنطن وتوماس جفرسون وثيودور روزفلت وأبراهام لينكون.

## التشري
سمح قانون عملة جيل راشمور التذكارية (قانون عام. 101–332) بإصدار ثلاث فئات معدنية هي نصف دولار ودولار فضي ونصف نسر ذهبي (5 دولار)، في الذكرى الخمسين لنحت جبل راشمور. سمح القانون بسك عملات معدنية غير متداولة وخاصة. أصدرت العملات في 15 فبراير 1991.

## التصاميم

### نصف دولار

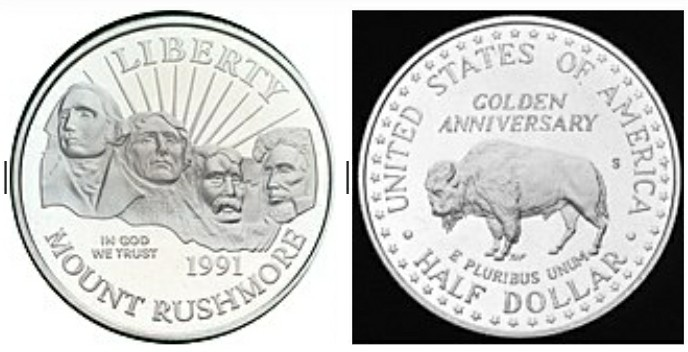
وجه نصف دولار جبل راشمور (يسار) والظهر (يمين)

صمم مارسيل جوفين وجه عملة نصف دولار عليه جبل راشمور وأشعة الشمس. وعلى الظهر الذي صممه تي جيمس فيريل صورة بيسون أمريكي.

### دولار

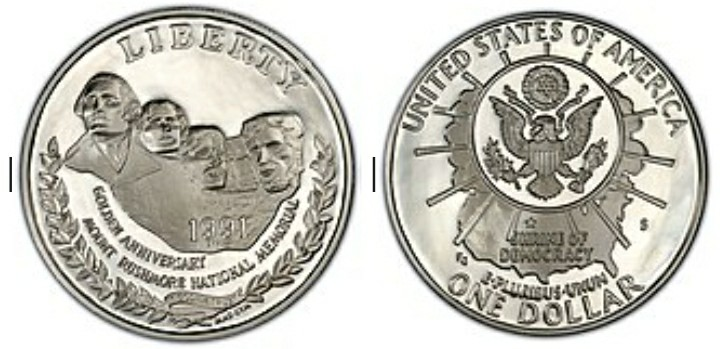
وجه دولار جبل راشمور (يسار) والظهر (يمين)

صممت ماريكا سوموجي وجه عملة الدولار عليه جبل راشمور تحته أكاليل غار. على الظهر الذي صممه فرانك جاسبارو ختم الولايات المتحدة العظيم ونجمة تشير إلى موقع جبل راشمور. وعبارة " ضريح الديمقراطية" الاسم الأصلي للنحت.

### نصف نسر

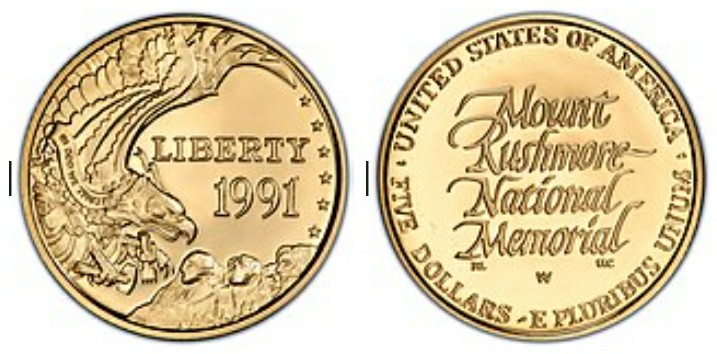
وجه نصف نسر جبل راشمور (يسار) والظهر (يمين)

صمم جون ميركانتي وجه عملة نصف نسر وعليها نسر أمريكي يحلق فوق جبل راشمور وستة نجوم على يمين العملة. وعلى الظهر الذي صممه روبرت لامب بالإنجليزية "نصب جبل راشمور التذكاري الوطني".

## المواصفات
نصف دولار
- لون صندوق العرض: رمادي
- الحافة: مقصب
- الكتلة: 11.34 جرام
- القطر: 30.61 مليمتر، 1.205 بوصة
- مكون من: 92% نحاس، 8% نيكل (نيكل نحاسي)

دولار
- لون صندوق العرض: رمادي
- الحافة: مقصب
- الكتلة: 26.730 جرام، 0.76 وزن تروي
- القطر: 38.10 مليمتر، 1.50 بوصة
- مكون من: 90% فضة، 10% نحاس

نصف نسر
- لون صندوق العرض: رمادي
- الحافة: مقصب
- الكتلة: 8.359 جرام، 0.24 وزن تروي
- القطر: 21.59 مليمتر، 0.850 بوصة
- مكون من: 90% ذهب، 6% فضة، 4% نحاس